# Кашкет

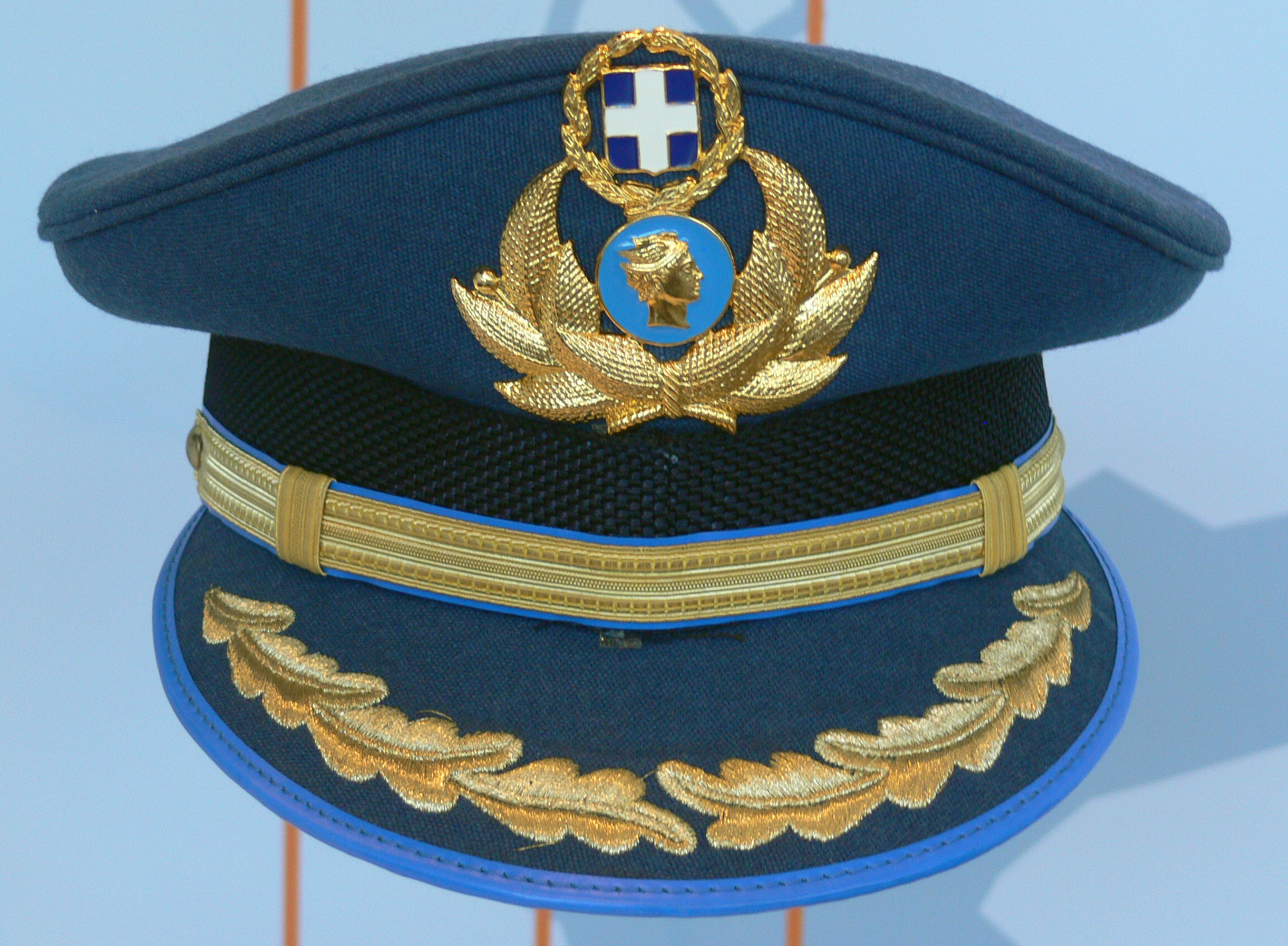
Кашкет працівника митниці Греції в музеї. 2010

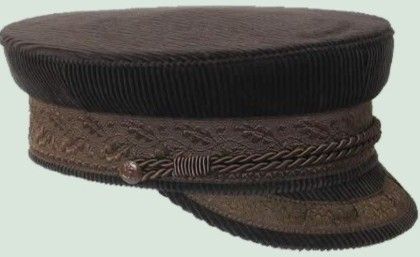
Цивільний різновид кашкета — картуз

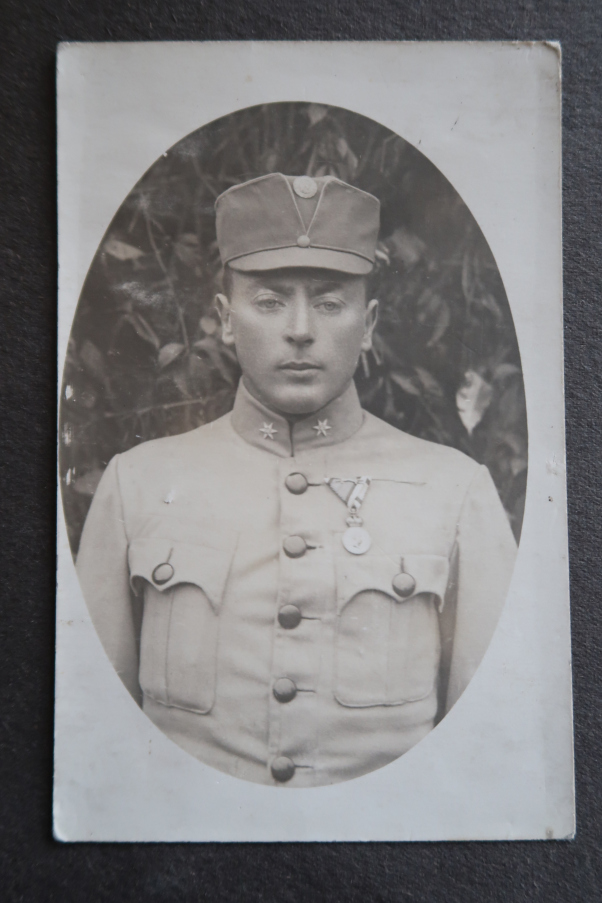
Петро Франко в ранзі поручника сотні Легіону УСС

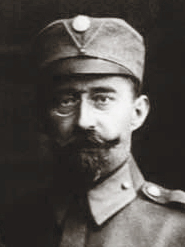
Офіцер УГА Лонгин Цегельський, 1918

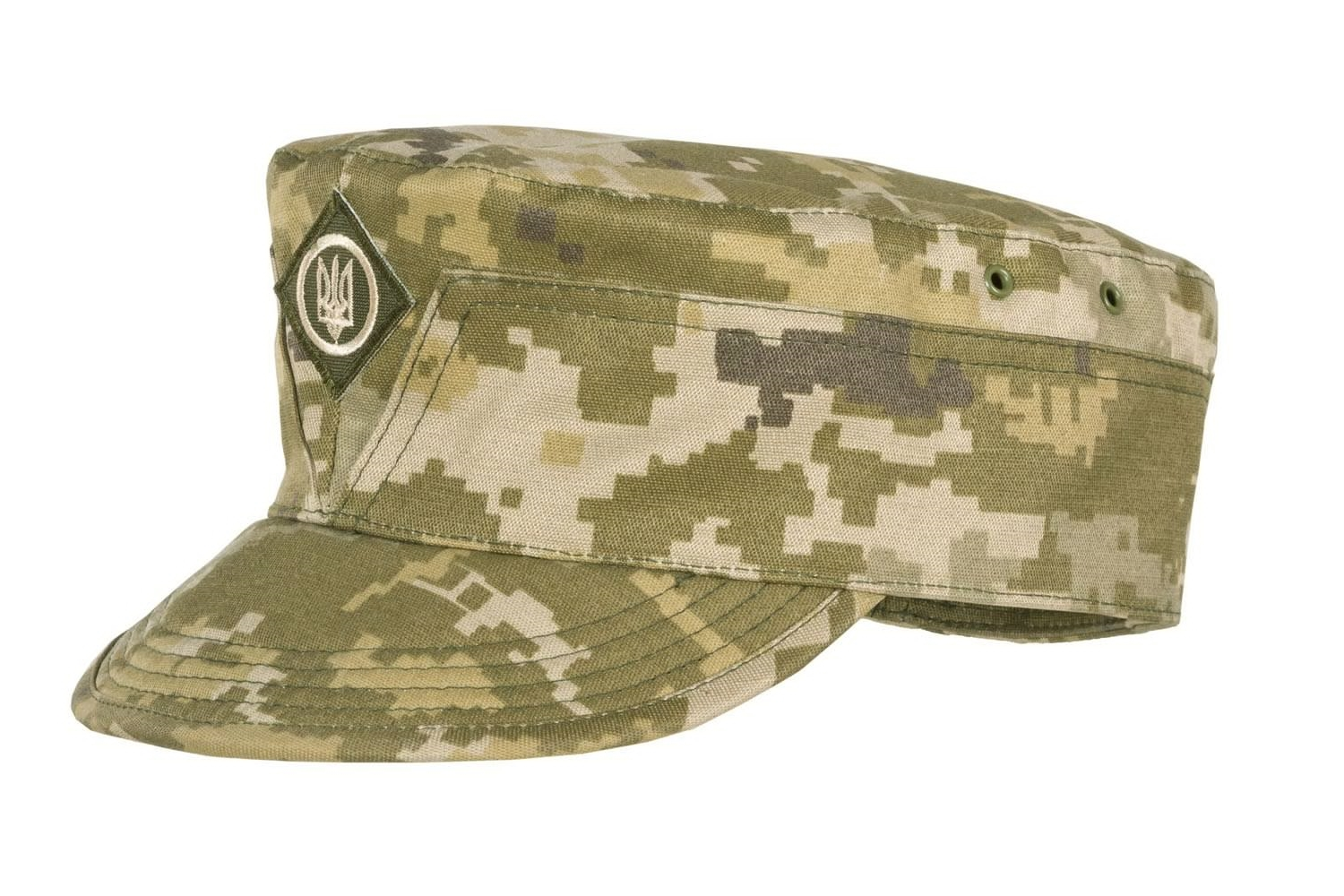
Кашкет ЗСУ

Кашке́т (пол. kaszkiet від фр. casquette — «кепка», первісно «легкий шолом») — чоловічий формений головний убір з околичкою і твердим козирком. Як правило носиться начальницьким (генеральським та офіцерським) складом. У польській мові словом kaszkiet називають м'яке кепі, у той час як для позначення кашкета вживається сполучення czapka garnizonowa («гарнізонна шапка»).

## Історія
Прообраз сучасних кашкетів з'явився в 1811 році в Російській імператорській армії: м'які полотняні безкозирки для носіння поза строєм. Офіційно вони називалися «фуражними шапками», бо первісно були елементом робочої форми одягу фуражирів (звідси походить і російська назва кашкета фуражка). Саме сполучення фуражная шапка згадується в описі форми 1797 року, але ці головні убори являли собою не безкозирки, а м'які сукняні ковпаки з китицею, зігнуті навпіл, які шилися зі старих мундирів. Фуражні шапки зразка 1811 року не мали козирків і кокарди, наголовок був дуже низьким. З 1844 року з'являється кокарда. У 1862 році кашкети в Російській армії заміняються на кепі (зберігаються вони лише в кірасирів), у 1872 р. їх повертають гвардії, кавалерії, козакам і всім офіцерам, у 1881 р. — всій армії. Тоді ж офіцерські кашкети починають споряджатися козирком. В 1892 році козирки отримують і кашкети рядових, у 1907 році кашкет з козирком офіційно стає головним убором для всіх військослужбовців Російської армії.
У 1906 році впроваджено літній кашкет захисного кольору, з козирком і підборідним ременем. У 1910 році кашкети стають сукняними, підборідний ремінь у піхоті скасовується.
На початок XX століття кашкети були елементом військової форми в Німеччині, Англії, Північній Америці, Болгарії та Чилі. Окрім того, його носили офіцери в Сербії, Чорногорії та Іспанії, а також офіцери і матроси всіх флотів, крім турецького. У Британській армії кашкети серед строковиків були вперше впроваджені в 1908 році, замінивши гленгаррі і капелюхи-таблетки періоду Другої Бурської війни. Вони виготовлялися з вовни захисного кольору і могли мати нашийний клапан для захисту від холоду. Прозвані gor blimey, вони стали асоціюватися з образом «Томмі Аткінса» Першої Світової і продовжували використовуватися місцевими добровольчими силами оборони і Резервом Армії під час Другої світової війни.
Похідні кашкети зразків 1907—1909 і 1914 рр. залишилися основним літнім головним убором і в Червоній армії. Тільки використовувані в РСЧА кашкети, як правило, не мали жорсткої основи, а розмір наголовка був істотно менше. Наказ НКО СРСР №005 від 1 лютого 1941 передбачав суконний кашкет з кольоровою околицею як літній головний убір мирного часу тільки для командно-начальницького складу РСЧА, а у рядових, молодшого начскладу строкової і надстрокової служби, курсантів кашкет на мирний час мав замінитися суконною пілоткою. Повністю впровадити це рішення в життя завадила війна.
10 січня 1916 р., на засіданні комісії УСС затверджено вигляд головного убору вояків УСС (розроблений Левком Лепким), який стали виготовляти за державний кошт після отримання офіційного дозволу на її носіння з боку австро-угорської влади 17 січня 1917 р. Згодом цей кашкет стали називати Мазепинка оскільки клинчастий розріз її передньої частини нагадував шапку "Мегерку", яку носили козаки у XVII ст. за гетьмана Івана Мазепи. Спереду на мазепинці була кокарда з зображенням лева на скелі і написом «УСС. 1914».
22 квітня 1919 р. Державний секретаріат військових справ ЗУНР затвердив офіційний головний убір (опубліковано в 11-й частині «Вістника Державного Секретаріату Військових Справ») з наступним описом: "...складається з околиша, загорнутих накладок, клинчастого переднього вирізу, козирка, витисненого знака відмінності і кокарди. Околиші зшивається з 8 клинів таким чином, що створюють дно головного убору. Клини шиють таким чином, що вони сходяться точно посередині дна убору. Висота околиша знизу доверху 7 см в передній частині, задня частина околиша на 1 см менше. Накладки пришиваються в нижній частині і попереду мають клиноподібний виріз. Верхня частина клинчастого вирізу розходиться на 6 см один від одного. У нижній частині вирізу пришивається ґудзик діаметром 14 мм. Головний убір шиється з тієї ж самої тканини, що і формений одяг, канти убору відшивається з тканини кольором, прийнятої як знак відмінності в мундирі". Однак, в силу неможливості в повній мірі забезпечити Галицьку армію мазепинками, частина війська розпочало носити кашкет англійського крою з м’якою тулією (використовували наддніпрянці) – так звану «київлянку» або «петлюрівку».
У 1940 р. Революційний Провід ОУН, розробив проект власної уніформи де головним убором передбачалась також мазепинка, яку з 1941 р. використовували вояки Української Національної Революційної Армії, що згодом набуває поширення в загонах УПА.
в 2015 році мазепинка представлена як елемент нової форми Збройних сил України.

## Елементи кашкета
- Наголовок (тулія) — верхня частина кашкета, розширюється догори.
- Околиця — нижня частина кашкета у вигляді обідка, що облягає голову.
- Козирок
- Кокарда — металевий значок установленого зразка, кріпиться на околиці чи на наголовку.
- Рант — ремінець чи шнур на околиці, на польових кашкетах служить підборідним ременем.
- Кант (випушка) — кольоровий шнурок або вузька смужка тканини іншого кольору, вшита в шви між околицею і наголовком і між боковою частиною наголовка і денцем.

## Галерея

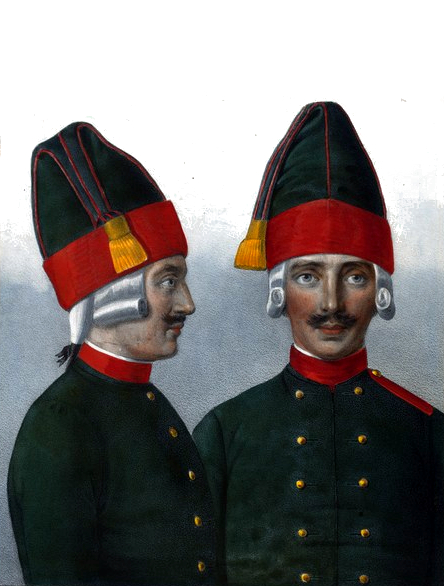
Фуражні шапки Київського гренадерського полка 1797—1801 років
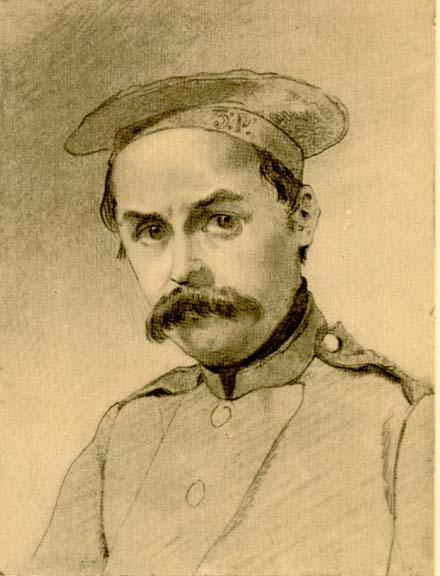
Тарас Шевченко у солдатському кашкеті 1840-х років (безкозирці)
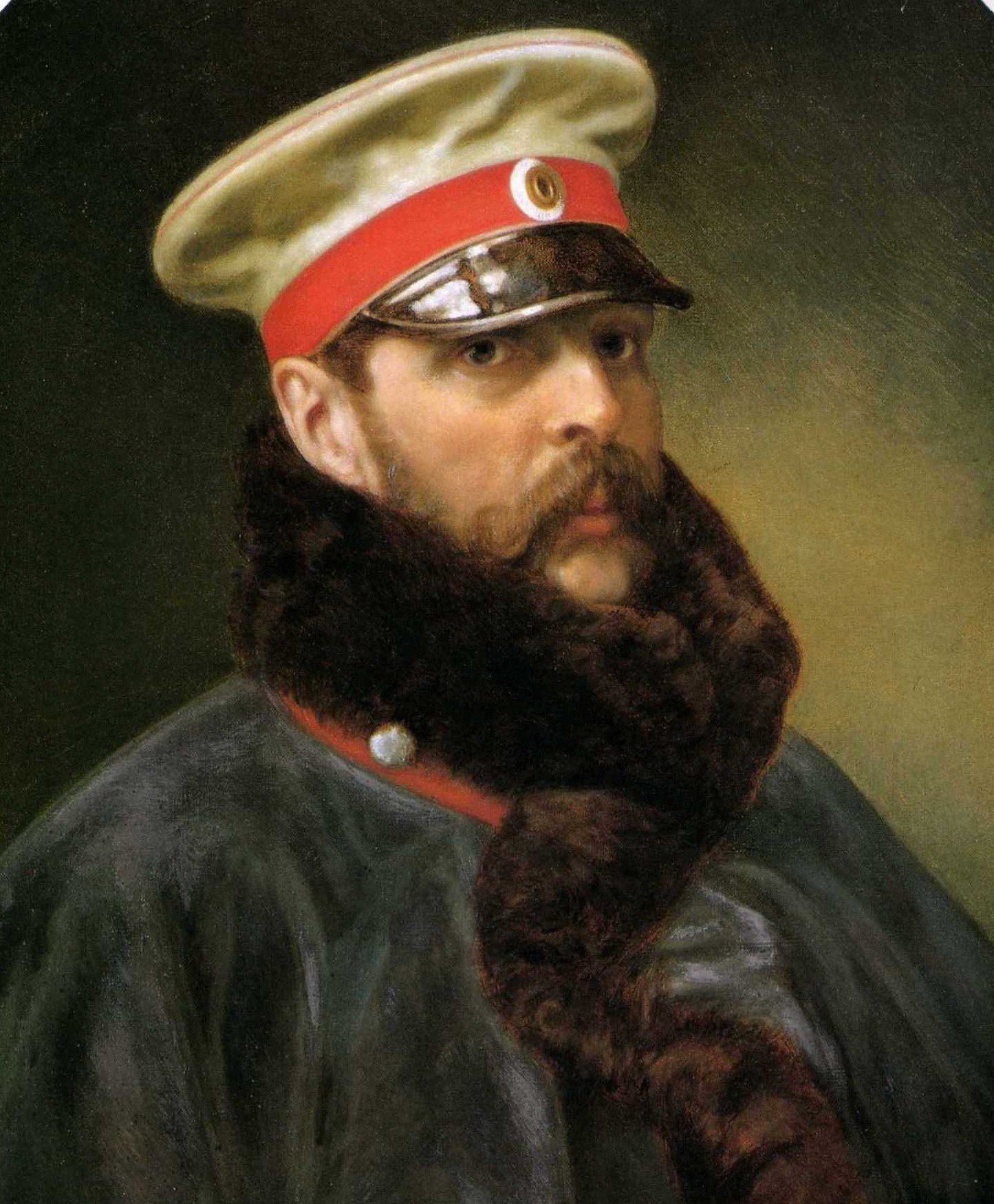
Олександр II, в генеральському форменому кашкеті (1865).
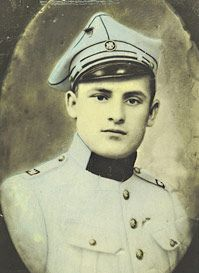
Польський улан Армії Галлера в кашкеті-конфедератці (1919).
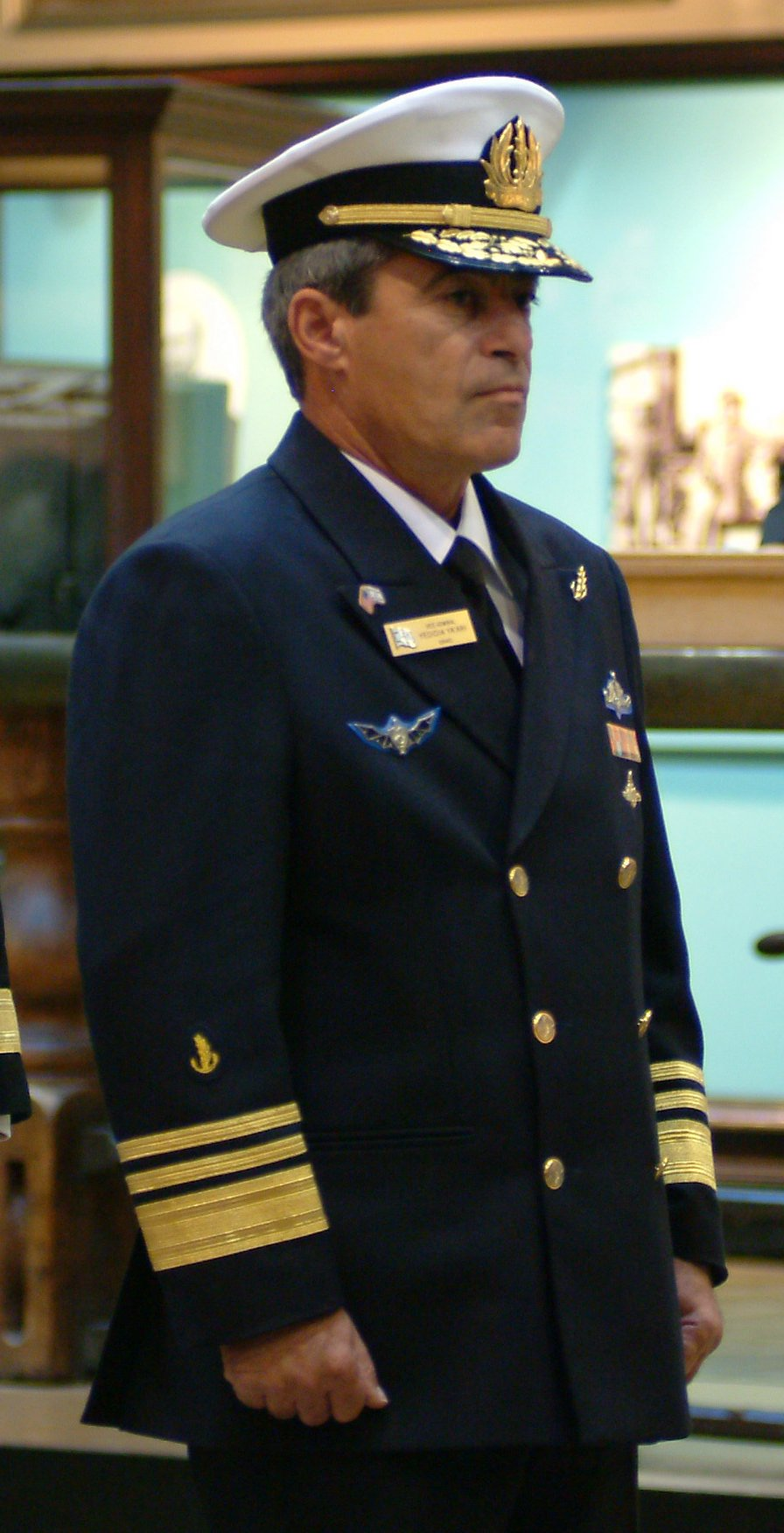
Офіцер військово-морських сил Ізраїлю в кашкеті
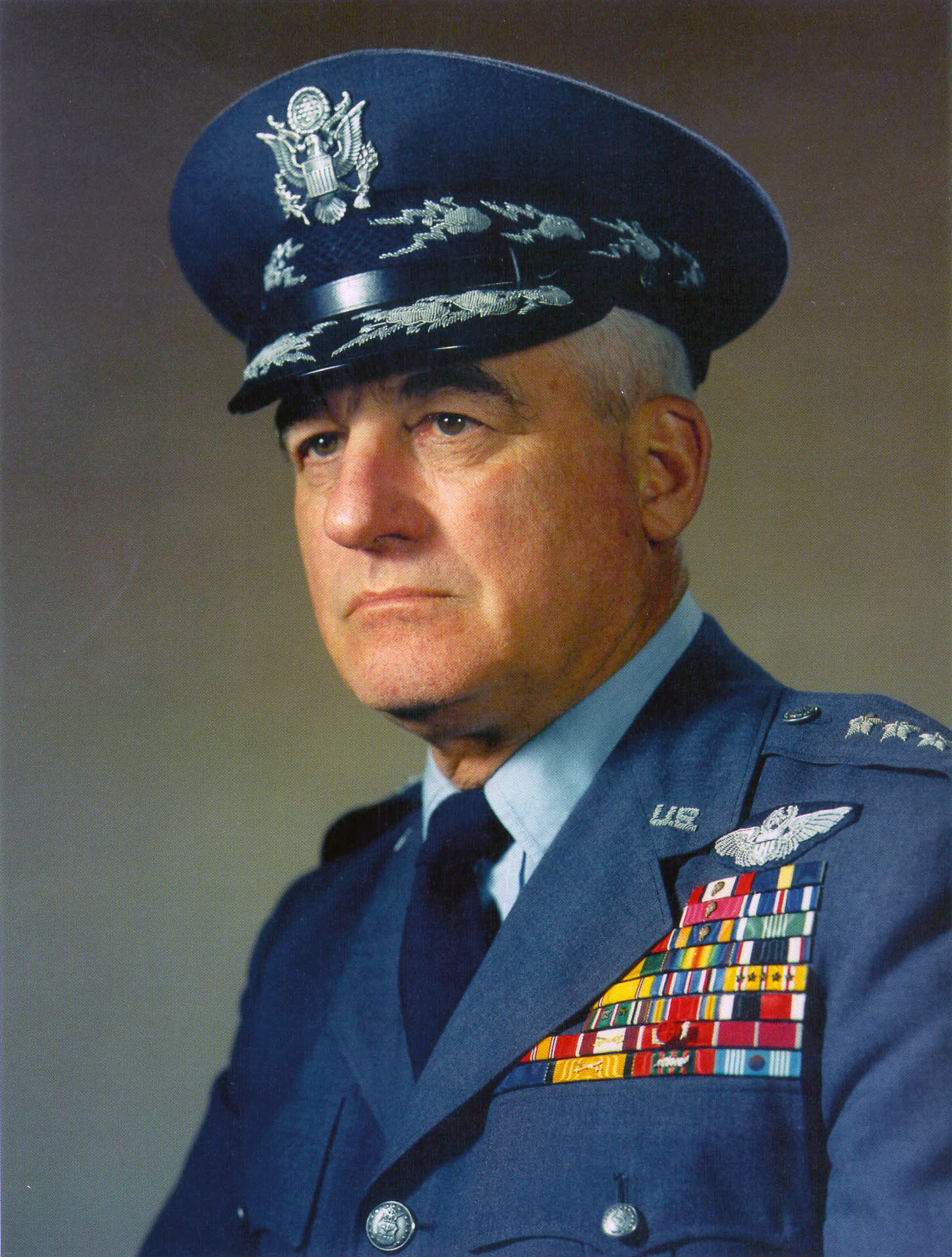
Начальник штабу ВПС США Генерал ВПС США Натан Фаррагут Твайнінг у головному уборі — кашкеті
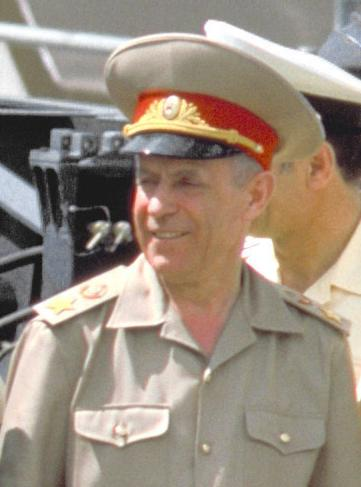
Начальник Генерального штабу ЗС СРСР Маршал Радянського Союзу С. Ф. Ахромеєв
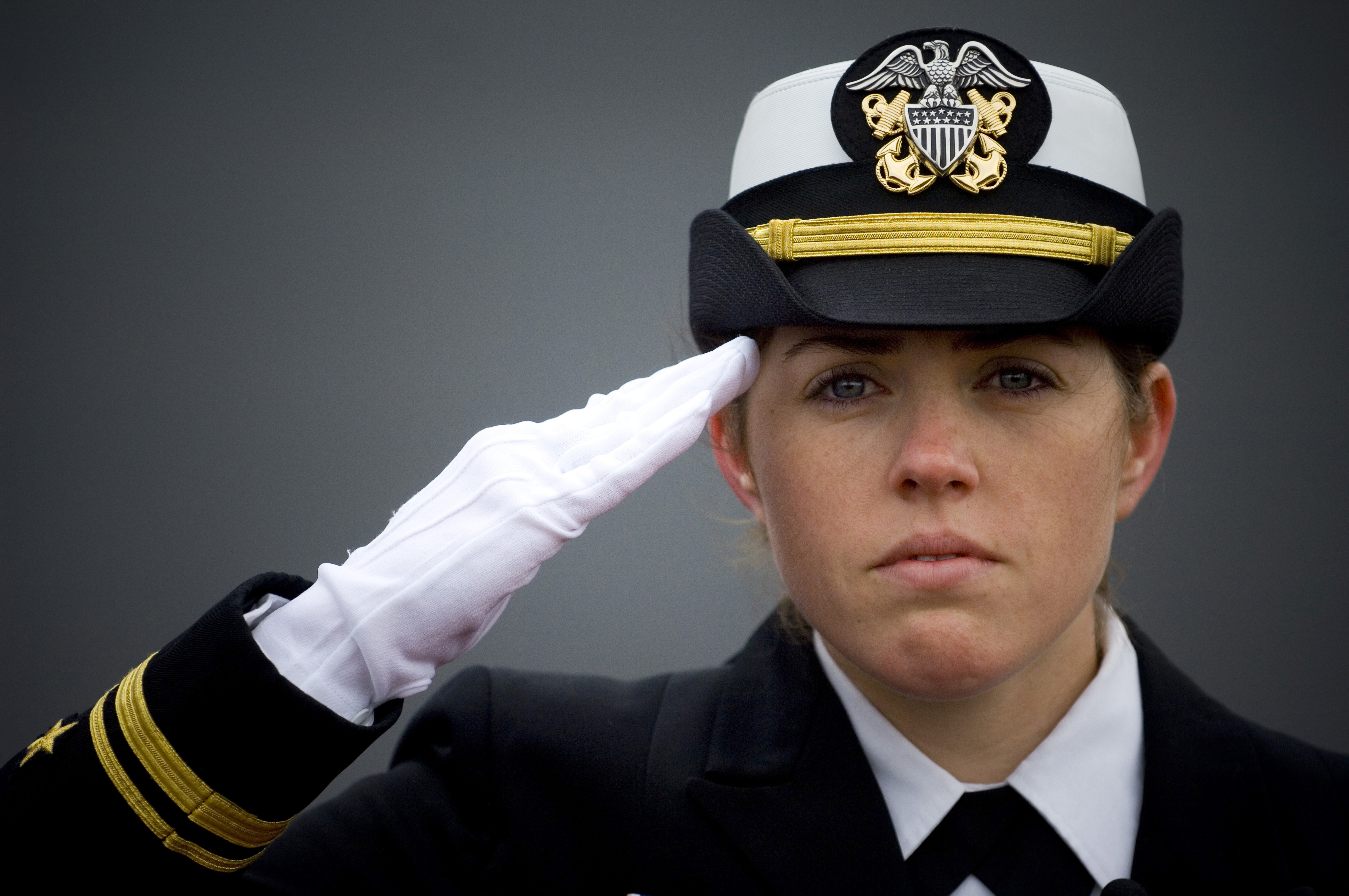
Військовослужбовець-жінка Військово-морських сил США віддає військове вітання в кашкеті для жінок